# Aeropuerto Internacional de Kozhikode
El Aeropuerto Internacional de Kozhikode (IATA: CCJ, OACI: VOCL), también conocido como Aeropuerto de Karipur, está ubicado en Karipur en el distrito de Malappuram, cerca de Kozhikode (Calicut), Kerala, India.
El aeropuerto se encuentra a 26 km de Kozhikode y a 27 km de Manjeri. Es el duodécimo aeropuerto más congestionado de India en términos de tráfico de pasajeros y el undécimo en cuanto a carga.
El Aeropuerto de Kozhikode es uno de los tres aeropuertos internacionales ubicados en Kerala. Recibió el estatus de aeropuerto internacional el 2 de febrero de 2006, iniciando el camino de mejora del aeropuerto para atender vuelos internacionales.
Las instalaciones se han visto sometidas a ampliaciones constantes por la Dirección de Aeropuertos de India. También se observa un fuerte incremento del tráfico de pasajeros.  

## Renovación reciente, mejoras y ampliación
Debido a la reciente mejora de las instalaciones actuales basadas en una inversión de mil millones de rupias, las infraestructuras del aeropuerto internacional de Kozhikode han recibido aerolíneas extranjeras.
Un sistema de clasificación de equipajes, el primero de su tipo en India que efectúa una inspección de rayos X individual, fue instalado. Algunas aerolíneas tienen instalaciones de aparcamiento nocturno, que actualmente se componen de diez puestos de estacionamiento. La pernoctación en el aeropuerto permite una mejor conectividad aérea. La Dirección de Aeropuertos de India (AAI) instalará tres fingers (con opción a dos más) en el aeropuerto que permitirá a los pasajeros acceder directamente de la terminal al avión. Se ha inaugurado una terminal internacional de pasajeros de 15.000 m². También se abrieron en el aeropuerto instalaciones para pasajeros y visitantes como puestos de comida rápida, taquillas, joyerías, restaurantes, y un cyber café. 
Los interiores más grandes y prácticos y las instalaciones adecuadas, incluyendo tumbonas de cuero para los pasajeros en tránsito, han aupado al aeropuerto al nivel de internacional.

## Sistema de iluminación de guiado
La aproximación a la pista del aeropuerto de Kozhikode está rodeada de colinas y valles. La aproximación a la pista 28 se trata de un valle de 30 a 70 m de profundidad a una distancia de 6.000 metros, para inmediatamente comenzar la pista de 2.860 metros de largo. Esta orografía precisa un tipo especial de luces de guiado de aproximación para asegurar la seguridad de las operaciones aéreas tanto de noche como en condiciones de baja visibilidad. La Dirección de Aeropuertos de India dotó a la pista de un sistema de guiado por luces por primera vez en India siguiendo las recomendaciones de la Dirección General de Aviación Civil, por un coste de 170 rupias. 
El sistema de guiado es una forma perfecta de guiar al piloto por un patrón de aproximación específico por razones como el agreste terreno, etc. Ello facilita al piloto seguir el patrón de aproximación deseado. El sistema está diseñado de manera que un grupo de luces se vean desde los grupos de luces precedentes estuviesen a la vista, finalmente guiando al avión a las proximidades del umbral de pista. Las luces se encuentran en un intervalo de no más de 1.600 m en el patrón de aproximación de pista ampliado. El patrón de aproximación deseado puede ser en curva o en línea recta.   
El sistema se encuentra en servicio para las operaciones nocturnas desde octubre de 2003.

## Aerolíneas y destinos

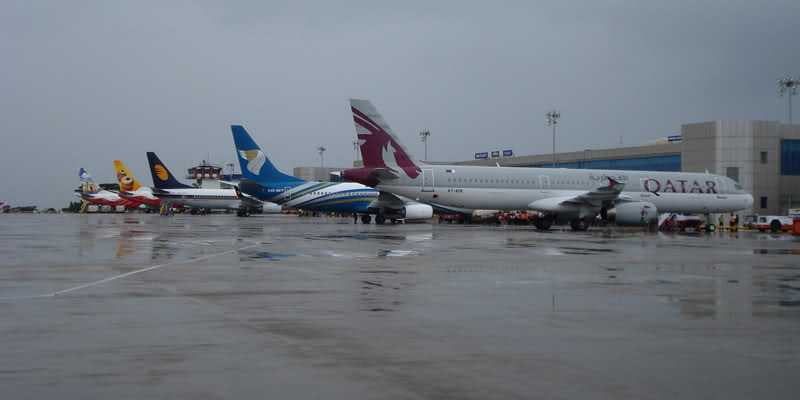
Aviones de Qatar Airways, Oman Air, Jet Airways y Air India Express en el aeropuerto.

### Domésticos
| Aerolíneas        | Destinos                              |
| ----------------- | ------------------------------------- |
| Air India         | Bombay, Trivandrum, Madrás (Chennai)  |
| Air India Express | Cochin, Mangalore, Bombay, Trivandrum |

### Internacionales
| Aerolíneas        | Destinos                                                                  |
| ----------------- | ------------------------------------------------------------------------- |
| Air Arabia        | Sharjah                                                                   |
| Air India         | Dammam, Riad, Jeddah                                                      |
| Air India Express | Abu Dhabi, Al Ain, Baréin, Doha, Dubái, Kuwait, Mascate, Salalah, Sharjah |
| Bahrain Air       | Baréin                                                                    |
| Emirates Airline  | Dubai                                                                     |
| Etihad Airways    | Abu Dhabi                                                                 |
| Oman Air          | Mascate                                                                   |
| Qatar Airways     | Doha                                                                      |
| Saudia            | Jeddah, Riad                                                              |

## Estadísticas
Ver fuente y consulta Wikidata.